# ファイトプラズマ
ファイトプラズマ（Phytoplasma）は、植物に寄生して病害を起こす一群の特殊な細菌である。以前はマイコプラズマ様微生物（Mycoplasma-like organism : MLO）と呼ばれた。偏性細胞内寄生性で、植物の師部とある種の昆虫に寄生する。古くはウイルスと考えられていたが、1967年に土居養二らによりマイコプラズマに似た細菌として世界で初めて発見された。現在では1,000種以上の植物に感染する病原体として知られる。ヨコバイやウンカなど師管液を吸う昆虫によって媒介され、これら媒介昆虫の体内でも増殖する。

## 病害
とくに問題となっているのは、ココヤシやサトウキビなど熱帯の作物におけるファイトプラズマ病で、ほかにもイネ黄萎病をはじめ多数の作物に病害を引き起こす。症状はわずかな黄化から枯死まで多様である。これらの原因としては、師管での増殖により栄養の転流が妨げられること、またストレスにより光合成その他の代謝などが影響を受けることが考えられている。また、特徴的な症状として、天狗巣病症状や、花の葉化などのダイナミックな形態異常が生じることも多い。このようなユニークな形態に園芸的価値が見いだされ、感染植物が栽培品種として珍重される例（アジサイ、ポインセチアなど）も存在する。これらの症状は、分泌するタンパク質が病原性因子として機能した結果、誘導されることが明らかとされている。

## 性質
細胞壁を欠く点ではマイコプラズマに似るが、これと違い宿主細胞なしでは培養できない。直径は約0.1 μm。細胞膜には内部から分泌される蛋白質が膜タンパク質として多量に存在し、これが媒介昆虫の種類を決めると考えられている。昆虫に感染し、血リンパに乗って全身で増殖したのち、唾液腺から出て吸汁によって再び植物に感染する。植物体内では師管液に乗って全身に広がる。
ゲノムは非常に小さく、500から1,000キロ塩基対前後、遺伝子数も数百個しかない。また、GC含量が全生物のゲノムで最も低い（最低で23%）。2004年に東京大学のチームによって世界で初めてゲノムが解読され、普通の生物が持つ遺伝子の多くを欠くことが解明された 。例えば、TCA回路、電子伝達系、F型ATP合成酵素、ペントースリン酸経路、アミノ酸・脂肪酸合成経路のほとんどを持っていない。特にATP合成酵素の欠損は、生物としてかなり特異なことである。クラミジアやミトコンドリアにみられるATP/ADPトランスロカーゼも発見されておらず、ATPの供給は解糖系に依存している可能性がある。
このように重要な遺伝子の多くを失っているにもかかわらず、植物、および昆虫の細胞内で増殖することが可能である。それぞれの宿主に応じてゲノム全体の約1/3にも相当する遺伝子の発現量を切り替えており、それを巧みに使い分けることで植物および昆虫の双方に適応していると考えられている。一方、これらの遺伝子の発現制御メカニズムに関しては、明らかになっていない点が多い。多くの細菌は、周囲の環境変化に応じてσ（シグマ）因子と呼ばれる転写因子を使い分けることで遺伝子発現を制御する。2種類のσ因子（RpoDとFliA）を持ち、特にRpoDはゲノム解読をされたすべてのファイトプラズマに保存されている。細菌のRpoDは一般に、恒常的に発現してハウスキーピング遺伝子の発現を司ることが知られるが、ファイトプラズマのRpoDは昆虫体内で発現量が上昇すること、ハウスキーピング遺伝子以外にも病原性や宿主との相互作用に関わるさまざまな遺伝子の発現を制御することが、明らかにされている。したがって、ファイトプラズマのRpoDは宿主への適応に寄与すると示唆されている。

## 病原性因子
宿主植物の細胞内に寄生するため、分泌タンパク質は、宿主細胞内において宿主側の因子と直接作用すると考えられる。そのため、この分泌タンパク質は病原性に寄与する可能性が高いと考えられていた。2009年、分泌するわずか38アミノ酸のタンパク質が植物に対して天狗巣症状を誘導することが明らかとなり、TENGUと命名された。さらにTENGUは、植物が種子を作れなくなる「不稔症状」も誘導する。TENGUは師部に寄生するファイトプラズマから分泌された後、周辺細胞や茎頂分裂組織へと移行し、オーキシンおよびジャスモン酸の2つの異なる植物ホルモンカスケードに作用し、複数の症状を誘導するユニークな病原性因子である。
花の葉化症状を誘導する因子としてはファイロジェン（phyllogen）が特定されている。ファイロジェンは様々な種のファイトプラズマに保存された分泌タンパク質である。ファイロジェンは植物の花器官形成に関わる特定のMADSドメイン転写因子に結合し、それらの分解を誘導することで、各花器官の葉化を引き起こす。

## 診断・防除
培養できないため、診断にはかつては電子顕微鏡観察や抗生物質の影響を見るしかなかった。しかし、その後はELISA法、さらにポリメラーゼ連鎖反応 (PCR) による診断方法が開発され、PCRを用いた種の分類も可能となった。2016年には、LAMP法を用いてあらゆるファイトプラズマを簡便・高感度に検出する技術が初めて開発・実用化された。試薬乾燥化により常温での輸送・保管が可能になったため、日本のほかに東南アジアやオセアニアなどへの普及が進められている。防除には、感染植物の除去や媒介昆虫の防除が行われている。有効な薬剤はあまりなく、抗生物質（テトラサイクリン）も増殖を抑えるが、使用を中止すると再発するためあまり利用されない。感染した植物から感染していない部分の組織培養により、正常個体を再生することは可能である。

## 分類
マイコプラズマなどと同じくテネリクテス門モリクテス綱に属する。ただし、マイコプラズマとは離れたグループである。属名 Phytoplasma は暫定的に用いられているが、まだ正式ではない。培養できず、16SrRNAなどの遺伝子配列で比較する方法しかないため、分類はまだ確定的ではない。暫定種として、これまでに約40種が報告されている。このうち日本での発生が報告されているのは10暫定種であるが、アジサイ葉化病の病原である"Ca. Phytoplasma japonicum"は日本でのみ発生が報告されている。